# Священный сенот
Священный сенот (также Колодец жертв; исп. Cenote sagrado de Chichén Itzá) — природный колодец (сенот) в древнем городе Чичен-Ица в Мексике. Расположен в 300 метрах к северу от основных построек города, с которыми соединён священной сакбе. Представляет собой гигантскую круглую воронку диаметром свыше 60 метров. Её отвесные стены, сложенные из пластов известняка, круто обрываются вниз, к темно-зеленой воде. По представлениям майя, внутри колодца жил бог дождя Чак. Майя приносили ему человеческие жертвы, бросая их на дно сенота.

## История исследований
Диего де Ланда в своей книге 1566 года «Сообщение о делах в Юкатане» сообщает о колодце, в который «бросают в жертву людей во время засухи». Ланда побывал в Чичен-Ице и лично осмотрел мрачный провал в известняковых пластах, который именовался у майя «Священным Сенотом». «Этот колодец, — пишет он, — имеет 7 эстадо (20 м) глубины до воды, более 100 ступней (60 м) в ширину, он круглый и из тесаной скалы, что удивительно. Вода кажется зелёной; это, я думаю, вызвано рощей, которая его окружает; и он очень глубок». Диего де Ланда писал также, что у майя был обычай бросать вслед за жертвами богатые дары — утварь, украшения, золото: «Если в эту страну попадало золото, большую его часть должен был получить этот колодец».
Считается, что последнее крупное жертвоприношение произошло в сеноте накануне прихода испанцев в начале XVI века. После этого колодец был заброшен и зарос джунглями.
В 1885 году на Юкатан приехал консул США Эдвард Герберт Томпсон. Поверив в историю Диего де Ланды, Томпсон начал собирать средства для исследования колодца. Приобретя землечерпалку и два водолазных костюма, Томпсон исследовал его дно и после многих дней поисков нашел кусочек душистой смолы, используемой майя в жертвоприношениях. Продолжив исследования и используя землечерпалку, Томпсон нашел большое количество предметов — орудия, украшения, вазы и наконечники копий, ножи из обсидиана, чаши из нефрита, меди и золота, кусочки копала и множество скелетов. Всё это представляло значительную ценность для археологии. Используя водолазное снаряжение, Томпсон и его помощник спустились на дно (это стало первым в истории мировой спелеологии погружением в затопленную пещеру). Клад со дна сенота по ценности уступал только находкам из гробницы Тутанхамона.
В 1961 и 1967 годах здесь проводили исследования учёные из Мексики. Они использовали более технологичные материалы и методы, чем у Томпсона — землесос, акваланги, химическую очистку воды. Были найдены два больших деревянных трона, около сотни глиняных кувшинов и чаш разных размеров, золотые украшения, изделия из нефрита, горного хрусталя, кости, перламутра, янтаря, меди и оникса, а также кости людей и животных.